# Едвард Бойден
Едвард Бойден (англ. Edward S. Boyden нар. 18 серпня 1979 Плейно, США)— американський учений. Праці в основному присвячені нейробіології, біоінженерії. Відомий як один з авторів методики дослідження роботи нервових клітин «оптогенетика».

## Нагороди та визнання
- 2011: Нейронаучна премія Перла−UNC[en][2]
- 2011: IET A F Harvey Prize[en][3][4]
- 2013: Brain Prize[en]
- 2013: Gabbay Award[en][5]
- 2015: BBVA Foundation Frontiers of Knowledge Awards[6]
- 2016: Премія за прорив у науках про життя
- 2017: член Американської академії мистецтв і наук
- 2018: Міжнародна премія Гайрднера[7]
- 2019: Премія Румфорда Американської академії мистецтв і наук
- 2019: Warren Alpert Foundation Prize[de]
- 2019: член Національної академії наук США
- 2020: Круніанська лекція[en]